# Amir Absalem
Amir Absalem (* 19. Juni 1997 in Capelle aan den IJssel) ist ein niederländisch-marokkanischer Fußballspieler.
Der linke Außenverteidiger, der auch auf der rechten Außenbahn sowie im linken Mittelfeld spielen kann, war in seiner Kindheit und Jugend unter anderem bei Excelsior Rotterdam sowie bei Feyenoord aktiv und spielt seit 2024 beim Zweitligisten Helmond Sport.

## Karriere

### Verein
Amir Absalem wurde in Capelle aan den IJssel, etwa 8 Kilometer vom Rotterdamer Stadtkern entfernt, geboren und trat als Kind einem kleinen Klub in der genannten Hafenstadt, nämlich Swift Boys, bei. In Rotterdam ist Feyenoord als einer der größten niederländischen Vereine der größte Klub der Stadt, aber es gibt auch Excelsior sowie Sparta. Und nach seinen Anfängen bei den Swift Boys wechselte Absalem in die Jugend von Excelsior, zog aber schon bald, im Jahr 2005, weiter in die Fußballschule von Feyenoord. Er durchlief bis 2016 alle Jugendmannschaften und kam auch zu drei Einsätzen für die Reservemannschaft. Nachdem Amir Absalem dem Nachwuchs der Rotterdamer entwachsen war, brach er seine Zelte in der Hafenstadt schließlich ab.
Er wechselte daraufhin im Sommer 2016 in den Norden der Niederlande zum FC Groningen, wo er zunächst ein Jahr in der Reservemannschaft eingesetzt wurde. Am 20. Oktober 2017 gab Absalem schließlich bei der 0:1-Niederlage gegen Willem II Tilburg sein Profidebüt in der Eredivisie. Er pendelte in der Saison 2017/18 zwischen den Profis und der Reserve, wobei er zwischenzeitlich schon aus gesundheitlichen Gründen gefehlt hatte. In seinem zweiten Jahr bei den Profis war Amir Absalem nun häufiger Teil des Spieltagskaders, kam aber nur sporadisch zum Einsatz und auch im ersten halben Jahr seiner dritten Spielzeit änderte sich nichts an seiner sportlichen Situation in Groningen, einer Stadt mit etwa 244.000 Einwohnern, rund 50 Kilometer von der Grenze zu Deutschland gelegen. Er wurde schließlich an Almere City FC, zu diesem Zeitpunkt ein Zweitligist, verliehen und dort erkämpfte er sich einen Stammplatz auf der Position des linken Außenverteidigers. Aufgrund der damaligen COVID-19-Pandemie wurde die Saison abgebrochen und der Leihaufenthalt war beendet. Absalem verließ daraufhin Groningen endgültig und wechselte zum Zweitligaklub Roda JC Kerkrade, wo er als Linksverteidiger Stammspieler wurde. Selbst ein zwischenzeitlicher Ausfall aufgrund einer Operation änderte nichts an seinem Dasein in der Stammelf des Vereins aus der limburgischen Stadt Kerkrade, die ebenfalls an der deutschen Grenze liegt und mit der nordrhein-westfälischen Nachbarstadt Herzogenrath die Doppelstadt „Eurode“ bildet. Mit sechs Vorlagen und einem selbst erzielten Tor trug Amir Absalem zur Qualifikation für die Auf-und-Abstiegs-Play-offs bei, wo man sich zunächst gegen BV De Graafschap durchsetzen konnte, dann aber gegen NEC Nijmegen ausschied. Er blieb in Kerkrade und qualifizierte sich mit Roda JC Kerkrade erneut für die Play-offs, wo man in der ersten Runde nun gegen Excelsior Rotterdam ausschied. Kurz vor Ende des Sommertransferfensters der Saison 2022/23 beendete Absalem seine Zeit in Limburg und verließ den Verein.
Er ging nach Den Haag zu ADO und war zunächst Stammspieler, bevor er später nur unregelmäßig zum Einsatz gekommen war. Der Aufstieg in die Eredivisie, aus der der Verein im Vorjahr abgestiegen war, wurde verpasst und auch in der darauffolgenden Spielzeit war dem Verein aus der Residenzstadt nicht gelungen, in die höchste niederländische Spielklasse zurückzukehren, als man im Halbfinale der Play-offs nach Hin- und Rückspiel mit 2:9 an Excelsior Rotterdam scheiterte. Amir Absalem war nun in der Zwischenzeit häufiger zum Einsatz gekommen, war aber nicht immer Teil der Anfangself. Er zog in der Sommerpause 2024 einen Schlussstrich unter seiner Zeit bei ADO Den Haag und wechselte zu Helmond Sport.

### Nationalmannschaft
Amir Absalem wurde Ende Oktober 2019 vom damaligen Nationaltrainer Vahid Halilhodzic für den vorläufigen Kader der marokkanischen Nationalmannschaft für die Afrika-Cup-Qualifikationsspiele gegen Mauretanien und Burundi nominiert, schaffte allerdings nicht den Sprung in den endgültigen Kader. Er wäre auch für Algerien spielberechtigt.